# Landensberg
Landensberg ist eine Gemeinde im schwäbischen Landkreis Günzburg in Bayern.

## Geografie

### Lage und Gemeindegliederung
Die Gemeinde Landensberg liegt in der Region Donau-Iller und am westlichen Rand der Holzwinkel genannten Landschaft, die den nördlichen Teil des Naturparks Augsburg-Westliche Wälder bildet.
Es gibt zwei Gemeindeteile (in Klammern ist der Siedlungstyp angegeben):
- Glöttweng (Dorf)
- Landensberg (Pfarrdorf)

Die zwei Orte bilden zugleich die zwei Gemarkungen, die es auf dem Gemeindegebiet gibt.

### Nachbargemeinden
Im Norden grenzt die Gemeinde an die Gemeinde Winterbach, im Süden an die Marktgemeinde Jettingen-Scheppach, im Westen an die Gemeinde Röfingen und im Nordwesten an die Gemeinde Haldenwang. Im Osten und Südosten grenzt das Gemeindegebiet an die im Landkreis Augsburg liegenden Gemeinden Altenmünster und Zusmarshausen.

## Geschichte

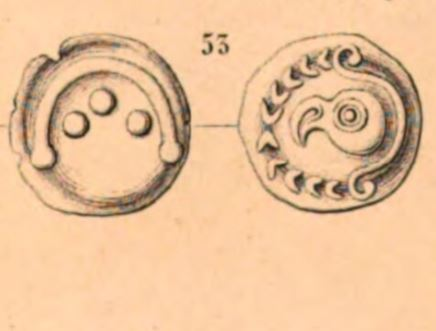
Nachahmungsskizze der gefundenen keltischen Münze bei Landensberg (Franz Streber: Über die sogenannten Regenbogenschüsselchen, 1862)

### Vor- und Frühgeschichte
Aus der mittleren Bronzezeit (2000 – 1550 v. Chr.) sind in der Gegend um Landensberg einige Grabhügel zu finden, welche teilweise schon archäologisch untersucht wurden. In früheren Grabungen wurden in den Grabhügeln neben verzierten Keramikgefäßen (z. B. Kegelhalsgefäße) auch Geschirr aus Bronze (Bronzesitula, Bronzeplättchen, Gewandnadeln) gefunden. Ebenfalls aus der mittleren Bronzezeit stammt ein gefundenes Randleistenbeil im Wald südlich von Landensberg.
Die Mehrzahl der noch erhaltenen Grabhügel um Landensberg stammt jedoch aus der frühen Eisenzeit bzw. Hallstattzeit (800 v. Chr. – 450 v. Chr.). In einem im Jahre 1934 geöffneten Grabhügel fand man Reste eines Wagens zusammen mit Scherben von Keramikgefäßen sowie Eisen- und Bronzeschmuck. Auf einem Acker nordöstlich von Landensberg wurde im 19. Jh. eine stark abgegriffene boische Münze (Regenbogenschüsselchen) gefunden, welche um ca. 150 v. Chr. geprägt wurde. Die Münze befindet sich heute im Heimatmuseum in Günzburg. Weitere Regenbogenschüsselchen wurden bei Dürrlauingen und Freihalden gefunden.
Aus der römischen Kaiserzeit stammen eine im Jahre 1828 aus der Glött bei Glöttweng geborgene Kupfermünze mit dem Abbild des römischen Kaisers Trajan (53–117 n. Chr.) und eine 1908 ebenfalls in der Glött zusammen mit Terra-Sigillata-Scherben gefundene Bronzemünze des Kaisers Lucius Verus (130–169 n. Chr.). Eine Römerstraße von Günzburg (Guntia) nach Augsburg (Augusta Vindelicum) führte unmittelbar an Landensberg vorbei und war ein Teilstück der provinzübergreifenden Römerstraße zwischen den Städten Mainz (Mogontiacum) und Augsburg. Diese wurde in der zweiten Hälfte des 1. Jh. n. Chr. unter Kaiser Vespasian erbaut, um die bisher benutzte und deutlich längere Route Mainz-Bregenz-Kempten-Augsburg zu verkürzen (siehe Römerstraße Kempten–Bregenz und Römische Rheintalstraße).

### Erste schriftliche Erwähnung und Namensherkunft
Die erste Erwähnung von Landensberg stammt aus dem Inhaltsverzeichnis (Oettingische Regesten) einer nicht mehr vorhandenen Lehensurkunde vom 5. Dezember 1293. Darin verleiht Heinrich III. Markgraf von Burgau bezeugt durch seinen Vormund den Grafen Ludwig "den Alten" von Oettingen seinem Dienstmann „Cunrad dem Halder seinem Diener und seinen Erben, es seien Töchter oder Söhne, zu Lehen die Burg zu Walzhuot, das Dorf zu Gletewinch mit Kirchensatz, Leute und Güter zu Meribotenberge, den Kirchensatz zu Landesperge, das Gut zu den Höfen, den Weiherhof mit allem, was dazu gehöret und noch folgende Leute: Mager, Cunr. Bame mit Weib und Kind, Widemiui, Mullar zu Gletewinch, Hobsteter, Gramelich und 6 weitere fast alle mit Weib und Kind“.

Wie bei vielen anderen Ortsnamen kann die genaue Herkunft nicht exakt bestimmt werden, jedoch liefert die Sprachwissenschaft einige Hinweise. Der Ortsname "Landensberg" besteht zum einen aus dem Grundwort „Berg“ (von mittelhochdeutsch „berc“), was mit der Tatsache übereinstimmt, dass der Ort auf einer Anhöhe liegt. Zum anderen ist dem Grundwort der Personenname „Lanthere“ (althochdeutsch) vorangestellt. Dieser ist germanischen bzw. fränkischen Ursprungs und wurde vom 7. bis 10. Jh. sehr oft als Personenname verwendet. Der Ortsname bedeutet also sinngemäß "Berg des Lanthere". Schreibungen für Landensberg mit „Landers-“ oder „Landes-“ lassen sich besonders häufig bis zum 16. Jh. nachweisen, was der möglichen Namensherkunft von "Lanthere" stützend zur Seite steht.

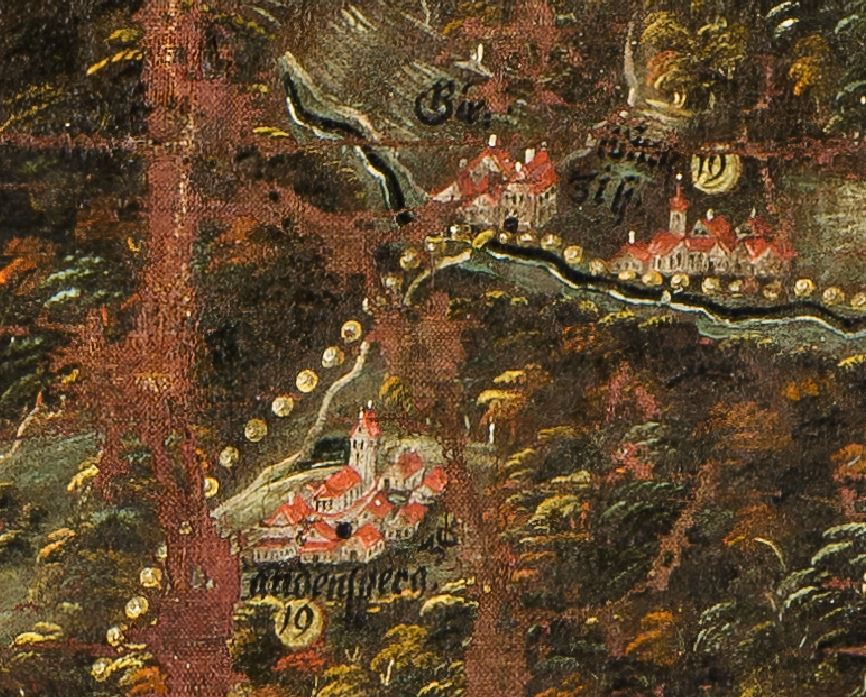
Älteste bekannte Darstellung von Glöttweng und Landensberg um 1613 (Burgauer Landtafel von Johann Sebastian Rauch)

### Mittelalter
Landensberg ist wohl eine im Laufe des 12. Jh.s oder 13. Jh.s während der zweiten Rodungsperiode in Mittelschwaben entstandene Rodungssiedlung. Nachdem in vorangegangenen Besiedlungen vorwiegend die fruchtbareren Talniederungen besiedelt wurden, so wurden zum Schluss die weniger fruchtbareren und noch bewaldeten Hochebenen in Besitz genommen. Landensberg wurde als ein Straßendorf von 12 gleichgroßen Lehen angelegt, wovon eines als "Widumlehen" dem Pfarrer gehörte. Auf der Ostseite wurden sieben Häuser erbaut, auf der Westseite nur fünf. Diese ungewöhnliche Konstellation war eine Folge der Fluraufteilung. Dabei hatte der Pfarrer sowohl den Streifen (Acker) hinter seinem Haus bekommen, als auch das Grundstück direkt gegenüber, aber ohne Lehenhaus. Wegen des Kirchenpatroziniums Heilig-Kreuz ist eine Gründung während der Kreuzzüge denkbar.

Älter als die Rodungssiedlung war der dort angelegte Herrensitz (Burg) westlich der Pfarrkirche, welcher den Namen "Meribotenberg" (von ahd. "Berg des Meriboto") führte. Um 1140/43 sitzen die Herren Cunrad und Wientar von Meribotenberg auf einer kleinen Burg westlich der Pfarrkirche und werden im Stiftungsverzeichnis des Klosters Ursberg als Dienstmänner der Augsburger Kirche genannt. Ebenfalls wird Wimar von Meribotenberg um 1165 in einer ortsfremden Urkunde erwähnt. Die randliche Lage der Kirche außerhalb der Siedlung lässt vermuten, dass der alte Ortskern erhalten blieb und dass schon vor der Gründung des planmäßigen Dorfes eine kleinere Siedlung im Anschluss an die Burg bestanden hat. Die beiden Dörfer sind dann später miteinander verschmolzen. Bestärkt wird diese Vermutung auch durch die 1543 verwendeten Flurnamen "Altfeld" und "Feld Altenlandensberg". Mit der ersten urkundlichen Erwähnung Landensbergs im Jahr 1293 wird noch ausdrücklich zwischen Kirchensatz zu Landensberg und Leute und Güter zu Meribotenberg unterschieden (siehe Abschnitt "Erste schriftliche Erwähnung und Namensherkunft"). In Urkunden aus dem 15. bis 17. Jh. wurde der Name Meribotenberg dann mit Landensberg gleichgesetzt, ehe er 1604 urkundlich zum letzten Mal verwendet wurde und dann der Benennung Landensberg gänzlich weichen musste. Mit der Übergabe der Markgrafschaft Burgau an die Habsburger durch Heinrich III. von Burgau im Jahr 1301 wurde Landensberg österreichisch.

Erster Ortsplan von Landensberg um 1750. Entworfen vom österreichischen Kartographen Johann Lambert Kolleffel: "Landensperg, ein Dorff von 36 Feuerstätten, nebst einer Braustatt, hat schlechten Feldbau und Wiesenwachs, hingegen viel Stein- und Kernobst, auch Holz und einige besondere Waldungen. Allhier wird Flachs gesponnen und Leinenwand gewürckt."

### Neuzeit
Bis 1524 war Landensberg im Besitz hiesiger ritterlicher Adelsfamilien wie Heinrich von Knöringen, bevor es dann der Augsburger Bürger Philipp Adler erwarb. Im Bauernkrieg 1525 schlossen sich dem "Leipheimer Haufen" zehn Einwohner aus Landensberg an. Die Pfarrei Glöttweng wurde 1530 aufgelöst und der Pfarrei Landensberg einverleibt. Um 1600 bestand das Dorf aus 30 Häusern u. a. einer Schmiede, einer Bäckerei, einer Bierschenke und einem Amtshaus. 1617 wurde Landensberg an Ferdinand Seida verpfändet, den Kanzler und Lehenprobst des Markgrafen Karl von Burgau. Am 28. Juni 1628 wurde Ferdinand Seida in den Freiherrenstand erhoben und trug seitdem den Titel "von Seida und Landensberg". Seine Nachkommen in Augsburg hatten den Ort noch bis 1762 in Besitz. Von dem Wappen dieses Geschlechtes hat die Gemeinde Landensberg den blausilbernen gespaltenen Schild mit der vierblättrigen Rose und einen Greif als Wappentier in ihr Gemeindewappen übernommen.
Im Dreißigjährigen Krieg hatte die Gemeinde die schwersten Zeiten durchzustehen. Ein Augenzeugenbericht einer ehemaligen Magd eines Landensberger Bauers aus dem Jahr 1642 meldete, dass in Landensberg und Glöttweng, wo man 20 Jahre zuvor noch 270 Einwohner gezählt hatte, sich keine Seele mehr befinde. Der Pfarrhof in Landensberg war niedergebrannt, die Kirche ausgeplündert und die in Glöttweng dem Einsturz nah. Das einzige Stück, das die Kriegsknechte und Mordgesellen zurückließen und nicht beschädigten, war die kunstvolle Holzschnitzerei das "Sterben Mariens" in der Kirche zu Landensberg. Dieses alte Kunstwerk wurde dann in die im Jahre 1739 erbaute Kirche übertragen und ist heute noch an der rechten Seitenwand zu sehen. Pfarrer Meinard Fleschhut (Pfarrer in Landensberg von 1944 bis 1959) ließ dieses Kunstwerk neu vergolden. Als in den Jahren nach dem Krieg sich wieder einige Bewohner ansiedelten, wurden sie um den Gottesdienst zu empfangen an die Kirchen in Waldkirch und Baiershofen verwiesen. Im Jahre 1651 belief sich die Bevölkerung auf 22 Einwohner und 1659 siedelten schon wieder 20 Familien dort. Erst 1663 konnte die Pfarrei wieder mit einem eigenen Pfarrer besetzt werden.
Im Jahre 1737 wurde der bestehende Pfarrhof abgerissen und ein neues Gebäude errichtet, da der Vorgängerbau sehr ruinös und nur mit einem Strohdach bedeckt war. Das neu erbaute Pfarrgebäude steht heute noch und befindet sich unter Denkmalschutz. Die damaligen Baukosten beliefen sich auf 2093 Gulden und 9 Kreuzer und wurden vom hochfürstlichen Pflegeamt Aislingen, dem Lehensherren Franz Ferdinand von Seida und Landensberg sowie des Bistums Augsburgs getragen. Die heutige Heiligkreuz-Kirche wurde 1739 erbaut. Das damalige neue Kirchenschiff wurde an den noch stehenden Turm der Vorgängerkirche angebaut, jedoch ist dieser bereits 1741 eingestürzt, so dass 1743 ein neuer Kirchturm gebaut werden musste.
Im Ersten Koalitionskrieg brach für die Gemeinde erneut eine schwere Zeit herein als im Jahre 1796 abwechselnd österreichische und französische Heeresteile den Ort passierten. Soldaten aus beiden Kriegsparteien haben sich im Ort einquartiert und das Hab und Gut der Leute geplündert. Ein Bericht des damaligen Landensberger Pfarrers D. Antonius von Vicari schildert lebhaft die Ereignisse während dieser Zeit:
"Nachdem wir im Zeitraum von 4 Kriegsjahren dreißigmal in der Ortschaft Soldaten im Quartier gehabt haben…, wandte sich das Schicksal des Krieges gegen unsere Türen selbst. Es war am Feste Maria Himmelfahrt (15. August), als gegen 11 Uhr vormittags unsere Ortschaft von österreichischen Husaren mit großem Troß überflutet wurden, die in Eile ihren Rückzug vor den Franzosen vollzogen. Der Pfarrer von Landensberg hatte damals 5 Offiziere zum Frühstück, unter anderem den Prinzen Charles de Ligne (Sohn von des k. k. Feldmarschall Charles-Joseph de Ligne) vom österreichischen Husarenregiment "Erzherzog Ferdinand". Drei Tage später am 18. August kamen französische Heerhaufen in unsere Nähe, jedoch betrat ein Großteil der Truppen unseren Ort nicht, lediglich ein paar Raubgesellen kamen in unseren Ort. So wurden am 20. August 2 Husaren von den Ortsvorstehern zum Pfarrer geführt und forderten unter Gewaltandrohung ungeheuerliche Geldmengen oder 40 Sack Hafer. Man gab Ihnen 16 Scheffel Hafer und 5 Maß Wein. Damit aber nicht zufrieden kamen sie später wutentbrannt mit 4 weiteren Husaren zurück und drangen mit gehobenen Säbeln in das Haus des Pfarrers ein, um diesen zu holen. Der hatte sich mittlerweile nach Glöttweng geflüchtet und dort versteckt. […] Den weitaus größeren Verlust an Lebensmitteln hatte die Gemeinde Glöttweng, dass an der Landstraße liegt. Täglich kamen in das Wirtshaus Franzosen als Gäste, betranken sich bis zur Bewusstlosigkeit, nahmen die Bierkrüge mit und bezahlten nichts, ja drohten obendrein mit Mord und Brand. Aber zweimal wurden Franzosen von Bauern, die sich zusammengerottet hatten, ihrer Waffen beraubt und gezwungen auf den Knien um Vergebung zu bitten. Auch jenes Ereignis ist es wert erwähnt zu werden, dass nämlich französisches Raubgesindel von der Dorfjugend von Glöttweng und Landensberg, die sich mit Büchsen bewaffnet hatten, vertrieben wurde. Die Gegner waren 16 Franzosen und zwanzigmal entluden sie ihre Gewehre gegen die Unsrigen; dieses waren aber nur 12 Bewaffnete. Sie trafen nur einen französischen Soldaten mit einer Kugel, so dass er sofort tot zusammenbrach und so die Franzosen die Flucht ergriffen. […] Unsere Gotteshäuser hat kein Franzose betreten…, sie waren mehr lüstern nach Geld und Trank. Nach den Franzosen kamen wieder die Truppen der Österreicher […] und räumten mit dem, was die Franzosen übrig gelassen hatten vollends auf."
Seit den Friedensverträgen von Brünn und Preßburg 1805 gehört der Ort zum neu entstandenen Königreich Bayern. Mit dem bayerischen Gemeindeedikt von 1818 entstand die Gemeinde Landensberg, die keine weiteren Orte umfasste.
Von 1806 bis 1969 existierte eine Volksschule in Landensberg. Um 1900 war dort ein Lehrer beschäftigt, welcher 62 Kinder zu beaufsichtigen hatte.

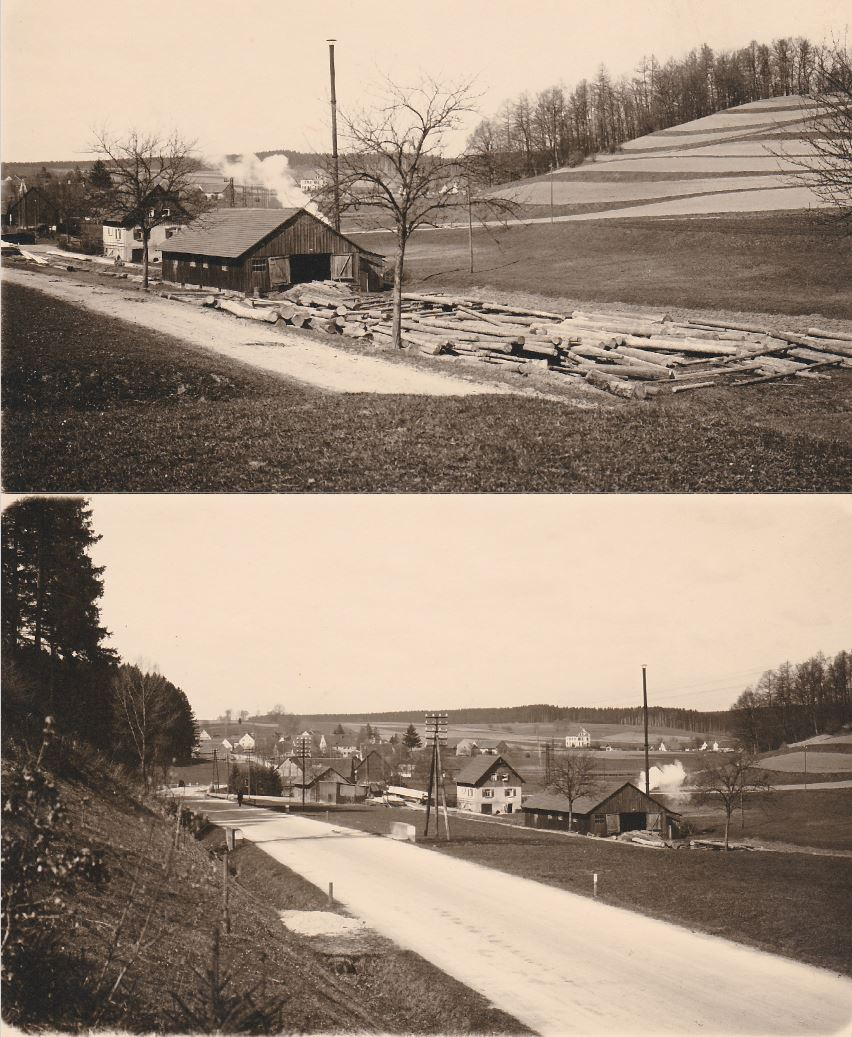
Das Sägewerk Lehnert an der B10 in den 1940er Jahren

An der Abzweigung von der Bundesstraße 10 nach Landensberg befand sich von den 1920er Jahren bis in die 1960er Jahre ein Sägewerk.

### Vereine
Im Jahr 1876 entstand die erste gemeindliche Pflicht-Feuerwehr, welcher 30 Gemeindebürger beitraten. Der Freiwillige Feuerwehr-Verein wurde im Jahr darauf 1877 gegründet.
Die Spielvereinigung Glöttweng-Landensberg wurde am 21. August 1965 durch 27 Gemeindemitglieder gegründet.
Der Schützenverein Landensberg wurde im Jahr 1919 im Gasthaus Adler in Glöttweng gegründet und hatte bis 1982 jeweils einen Schießstand im Gasthaus Glöttweng und einen im Gasthaus Landensberg in Betrieb. Danach wurde aus dem ehemaligen Schulsaal der Gemeinde der neue Schießsaal. Die Vereinsfahne wurde 1961 eingeweiht. Ebenfalls 1919 wurde der Soldaten- und Kameradenverein Landensberg/Glöttweng gegründet.

### Eingemeindungen
Im Zuge der Gebietsreform in Bayern wurde am 1. April 1971 die Gemeinde Glöttweng eingegliedert.

### Einwohnerentwicklung
| Jahr      | 1622 | 1651 | 1839 | 1925 | 1961 | 1970 | 1987 | 1991 | 2000 | 2011 | 2019 | 2022 |
| Einwohner | 270  | 22   | 196  | 222  | 509  | 526  | 616  | 663  | 708  | 680  | 722  | 657  |

Etwa 78 % der Bevölkerung sind römisch-katholisch und 8 % evangelischen Glaubens (Stand 2011).

## Politik und Öffentliche Verwaltung

### Bürgermeister
Seit 8. Mai 2023 ist Leonhard Steinle (Freier Wählerblock Glöttweng) ehrenamtlicher Erster Bürgermeister. Er wurde mit 65,5 Prozent der Stimmen gewählt. Sein Vorgänger Johannes Böse war von 1. Mai 2020 bis zu seinem Tod am 11. Februar 2023 im Amt.

### Gemeinderat
Der Gemeinderat besteht aus acht Mitgliedern. Bei der Kommunalwahl 2020 entfielen auf die Freie Wählervereinigung Landensberg (51,0 %) und auf den Freien Wählerblock Glöttweng (49,0 %) jeweils vier Sitze.

### Verwaltung
Die Gemeinde ist Mitglied der Verwaltungsgemeinschaft Haldenwang.

### Wappen
| Wappen Gde. Landensberg | Blasonierung: „Gespalten von Blau und Silber; vorne über einem bewurzelten goldenen Baumstumpf eine silberne Rose mit goldenem Butzen und goldenen Kelchblättern, hinten ein goldenbewehrter blauer Greif.“ |
| Wappen Gde. Landensberg | Wappenbegründung: Der Baumstumpf weist darauf hin, dass Landensberg eine Rodungssiedlung ist. Vom 15. bis zum 17. Jahrhundert gehörte der Ort zur Herrschaft Konzenberg, die zeitweise in den Händen der burgauischen Beamtenfamilie von Seida und Landensberg war. Um die enge Verbindung dieser Familie zum Ort darzustellen, wurden die Rose und der Greif aus deren Familienwappen übernommen. Dieses Wappen wird seit 1970 geführt. |

## Bauwerke
- Katholische Pfarrkirche Heilig Kreuz von 1739

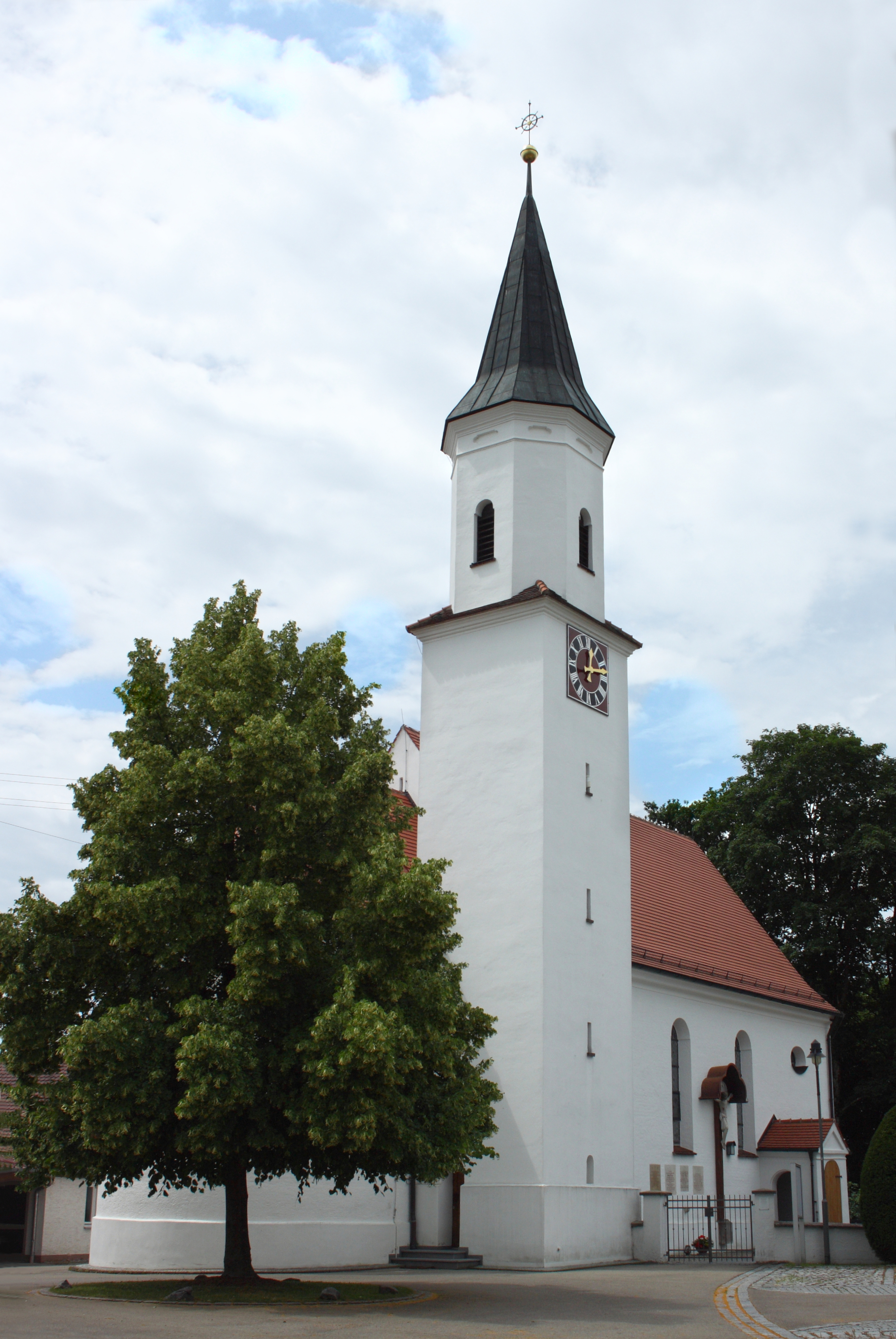
Katholische Pfarrkirche "Heilig Kreuz"

## Wirtschaft und Infrastruktur

### Wirtschaft einschließlich Land- und Forstwirtschaft
Es gab 1998 nach der amtlichen Statistik im 17 produzierende Gewerbe. Sozialversicherungspflichtig Beschäftigte am Wohnort gab es insgesamt 226. Im verarbeitenden Gewerbe gab es 15 Betriebe, im Bauhauptgewerbe einen Betrieb. Zudem bestanden im Jahr 1999 16 landwirtschaftliche Betriebe.
Gemäß amtlicher Statistik von 2021 gibt es 352 sozialversicherungspflichtige Arbeitnehmer in der Gemeinde Landensberg (mit Glöttweng), verteilt auf 238 Wohngebäude.
Von der gesamten Gemeindefläche werden 6 % (48 ha) als Wohn- und Gewerbefläche genutzt und 65 % (513 ha) als landwirtschaftliche Nutzfläche für Ackerland, Wiesen und Weiden.
2021 gibt es 13 landwirtschaftliche Betriebe und ein Bauhauptgewerbe.

### Bildung
Es gibt folgende Einrichtungen (Stand: 2022):
- Kindergärten: 25 Kindergartenplätze mit 15 Kindern